# Hệ thống băng tải

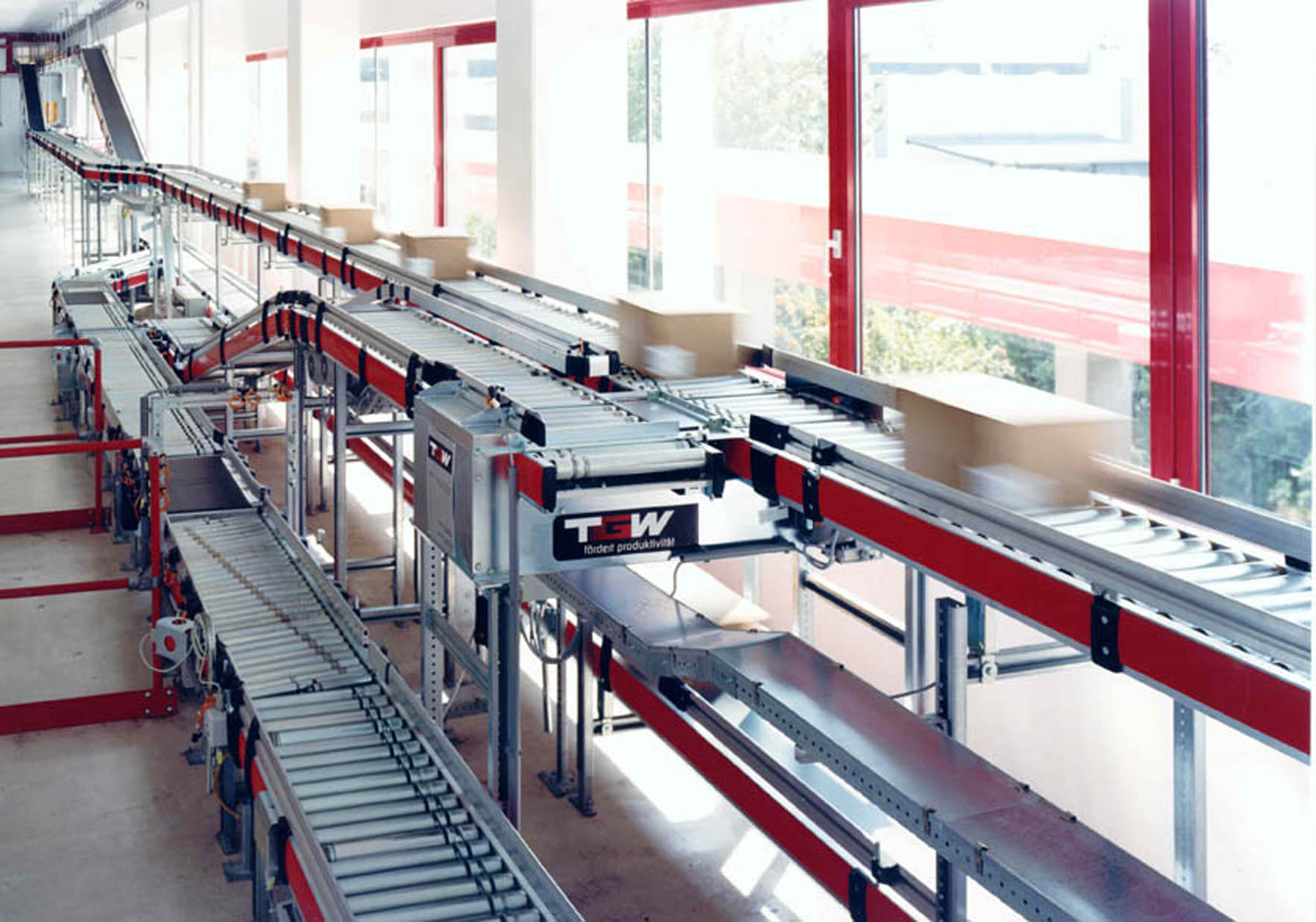
Băng tải con lăn vận chuyển thùng carton trong ngành may mặc

Hệ thống băng tải là thiết bị vận chuyển cơ khí phổ biến, dùng để di chuyển vật liệu từ nơi này đến nơi khác. Băng tải đặc biệt hữu ích cho vật liệu nặng/cồng kềnh, nhanh chóng, hiệu quả, ứng dụng rộng rãi trong sản xuất, tiêu dùng.